# SEA-ME-WE 3
SEA-ME-WE 3 (skrót do ang. South-East Asia – Middle East – Western Europe 3) – światłowodowy podmorski kabel telekomunikacyjny, łączący Europę Zachodnią, Bliski Wschód z południowo-wschodnią Azją i Australią. Łącze ukończono w 2000. Jest to najdłuższy kabel podmorski na świecie. Operatorem jest indyjska firma Tata Indicom i 92 innych inwestorów z branży telekomunikacyjnej.
Łącze o długości 39 000 km wykorzystuje technologię Dense Wavelength Division Multiplexing (multipleksacji wielu sygnałów cyfrowych w jednym łączu światłowodowym, z przydzieleniem każdemu sygnałowi innej długości fali świetlnej, innego kanału) w celu zwiększenia przepustowości i jakości sygnału na duże odległości.

## Punkty styku z lądem

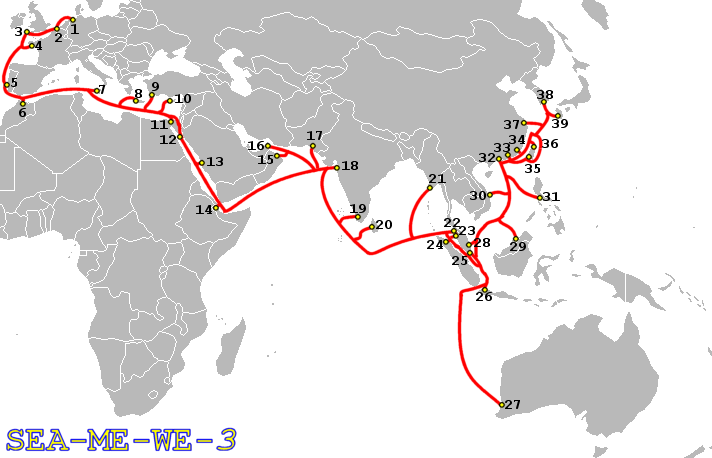
Trasa światłowodu (czerwona) i punkty styku

Łącze styka się z lądem w 39 punktach:
1. Norden, Niemcy
2. Ostenda, Belgia
3. Goonhilly, Wielka Brytania
4. Penmarch, Francja
5. Sesimbra, Portugalia
6. Tetuan, Maroko
7. Mazara del Vallo, Włochy
8. Chania, Grecja
9. Marmaris, Turcja
10. Geroskipou, Cypr
11. Aleksandria, Egipt
12. Suez, Egipt
13. Dżudda, Arabia Saudyjska
14. Dżibuti, Dżibuti
15. Maskat, Oman
16. Fudżajra, Zjednoczone Emiraty Arabskie
17. Karaczi, Pakistan
18. Bombaj, Indie
19. Koczin, Indie
20. Dehiwala-Mount Lavinia, Sri Lanka
21. Pyapon, Mjanma
22. Satun, Tajlandia
23. Penang, Malezja (Połączenie z kablami SAFE i FLAG)
24. Medan, Indonezja
25. Tuas, Singapur
26. Dżakarta, Indonezja
27. Perth, Australia
28. Mersing, Malezja
29. Tungku, Brunei
30. Đà Nẵng, Wietnam
31. Batangas, Filipiny
32. Taipa, Makau
33. Deep Water Bay, Hongkong
34. Shantou, Chiny
35. Fengshan, Tajwan
36. Tucheng, Tajwan
37. Szanghaj, Chiny
38. Kŏje, Korea Południowa
39. Okinawa, Japonia

## Przerwy w działaniu
26 grudnia 2006 łącze zostało przerwane, powodując znaczącą degradację usług internetowych dla Dalekiego Wschodu. Powodem było, jak się podejrzewa, trzęsienie ziemi w pobliżu wybrzeża Tajwanu o sile 7,1 w skali Richtera. Naprawa zajęła 3 tygodnie.
19 grudnia 2008 kabel został znowu przecięty, razem z zapewniającym redundancję kablem SEA-ME-WE 4 oraz FLAG FEA i GO-1.